# Decca
Decca är också ett system för radionavigation.

DECCA:s logo.

Decca är ett brittiskt skivbolag som grundades 1929 av Edward Lewis. Bolaget lanserades en bit in på 1930-talet även i USA där man bland annat profilerade sig inom jazz, och blev snabbt ett av de största skivbolagen i världen. Bolaget köpte upp en hel del bolag som gått i konkurs, bland annat Brunswick. Från 1939 var Decca och EMI de enda stora kvarvarande brittiska skivbolagen.
Under 1940-talet hade Decca kontrakt med många stora stjärnor, som till exempel Ella Fitzgerald, Louis Armstrong, Guy Lombardo, Billy Cotton och Jimmy Dorsey.
På 1950-talet inledde RCA Records ett samarbete med bolaget, vilket gjorde att Decca släppte Elvis Presleys hitlåtar i Storbritannien. 
1962 inträffade en händelse som bolaget i dag är mycket känt för. The Beatles, som då var nya, konkurrerade om skivkontrakt mot The Tremeloes. Bolaget valde att ge den sistnämnda gruppen skivkontrakt, och detta har kallats för en av musikhistoriens största tabbar. Bolaget hade ändå många av 1960-talets stora artister signerade. The Rolling Stones var antagligen deras största artist under det decenniet. Andra artister som släppte sin musik på bolaget var Engelbert Humperdinck, Tom Jones, the Zombies, the Crystals, the Ronettes, Roy Orbison och många stora rockabilly-artister.
Under 1970-talet lämnade många artister bolaget. The Moody Blues var den enda stora gruppen som var kvar på bolaget. RCA avbröt också sitt samarbete med bolaget. År 1979 övertogs Decca av PolyGram, vilket sedan 1998 ingår i Universal Music. Etiketten Decca är idag främst profilerad på klassisk musik, särskilt opera och en förnämlig ljudkvalitet. Speciellt kan nämnas den första kompletta inspelningen av Richard Wagners Nibelungens ring med Sir Georg Solti som dirigent och John Culshaw som producent. 
Decca lanserade under 1950- och 60-talen högtalarelement och lp-pickuper som rönt kultstatus bland audiofiler.
Decca var känt för sin fina ljudteknik. Bland annat utvecklade man "Phase 4 Stereo", som inte hade något med fyrkanals-stereo att göra. När fyrkanals-stereo var aktuellt på 1970-talet var Decca (jämte Pye) det enda större bolag som valde det japanska elektronikföretaget Sansuis matrissystem QS Regular Matrix.
Namnet DECCA har sitt ursprung från en bärbar grammofon kallad "Decca Dulcephone" patenterad 1914 av musikinstrumentmakarna Barnett Samuel and Sons. Namnet "Decca" myntades av Wilfred S. Samuel genom att slå samman ordet "Mecka" med det initiala D:et i deras varumärke "Dulcephone". Samuel, en lingvist, valde "Decca" som varumärke eftersom det var lätt att uttala på de flesta språk. 
Företaget döptes så småningom om till Decca Gramophone Co. Ltd.,  och såldes sedan till den tidigare aktiemäklaren Edward Lewis 1929. Inom några år var Decca Records det näst största skivbolaget i världen och kallade sig "The Supreme Record Company". 
PolyGram säkrade resterna av det brittiska Decca, dagen efter Edward Lewis död i januari 1980. Idag drivs företaget av Universal Music, och Decca är ett ledande varumärke inom både klassisk musik och Broadwaymusik.

## Decca i Sverige
Decca i Sverige representerades 1930–1933 av Ragnar Frisk AB i Stockholm och AB Harald Wållgren i Göteborg. Inspelningar för den svenska marknaden gjordes i London och Köpenhamn.
1934 grundades The Decca Scandinavian Agency i Stockholm, chef Helge Jonsson som hösten 1939 ersattes av Harry Hjelm. Man fortsatte att spela in i London och Köpenhamn, men även i Stockholm, fram till februari 1935. Bolaget hade fram till 1940 också representationen för Polydor och Brunswick.
År 1945 grundades AB F. W. Bennet, som fick representationen för engelska Decca. Försäljningschef blev Sixten Eriksson, som tidigare haft samma position hos SATT för Telefunken. Man inledde med att återutge amerikansk jazz från engelska Brunswick på Decca-etiketten. För svenska marknaden började man återigen att spela in i London, från 1946 till 1948, med svenska solister ackompanjerade av engelska musiker. 1951 började man spela in i Stockholm, hos AB Radiotjänst. Främsta artisterna under de här åren var Erik Frank, Margareta Kjellberg och Ingeborg Nyberg. Orkestern leddes ofta av Sune Waldimir. 1954 började man ge ut musik på EP och det blev flera hundra fram till mitten av 1960-talet.
Klassiska produktioner var få, men en storsäljare där kom att bli Larssons Pastoralsvit och Wiréns Serenad för stråkar, inspelade 1960. Den hade först getts ut på Bennets etikett Barben, men både Barben och Decca togs över av Grammofon AB Electra i december 1960. Huvudvikten kom att ligga på populärmusik, och från mitten av 60-talet var Sten & Stanley de främsta artisterna. När skivbolaget Decca såldes 1980 till Polygramkoncernen, kunde Electra inte längre använda etiketten i Sverige. När Electra gick i konkurs 1990 övertog EMI katalogen av svenska Decca-inspelningar. Katalogen har sedermera övertagits av Universal Music.